# Aulacophora foveata
Aulacophora foveata es una especie de insecto coleóptero de la familia Chrysomelidae.

## Distribución geográfica
Habita en Timor.